# Waray-waray

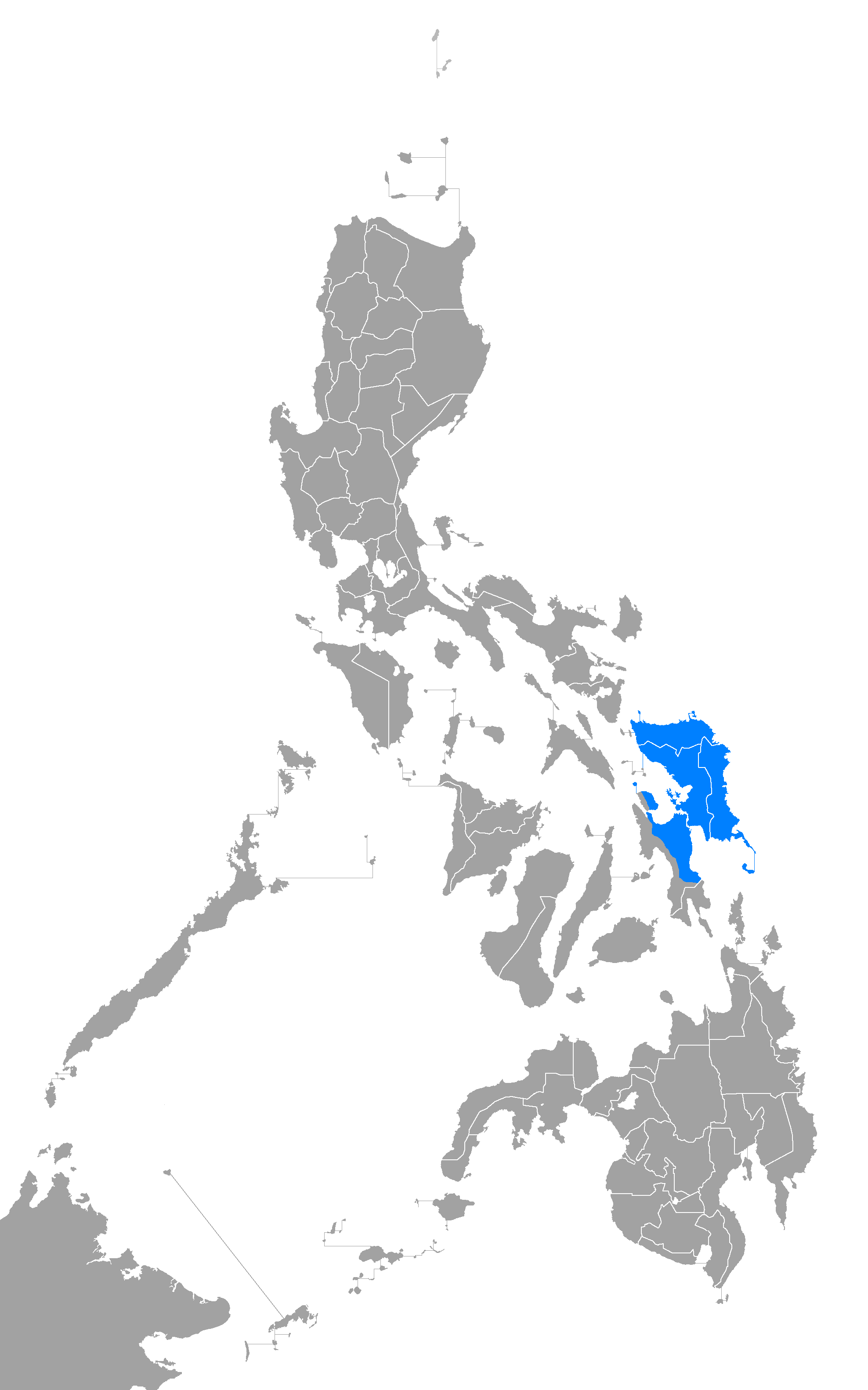
En bleu les endroits où est parlée la langue.

Le waray-waray ou winaray est une des langues bisayas aux Philippines parlée dans les provinces de l’île Samar, ainsi qu’au Leyte du Nord, et au Biliran, en tout par environ trois millions de personnes.
Il appartient au sous-groupe dit « bisayien » du groupe « méso-philippin » de la branche malayo-polynésienne des langues austronésiennes, avec le cebuano, le hiligaïnon et le tausug. Il s’en distingue cependant par divers aspects. Par exemple, le l et le s dans beaucoup de mots des langues philippines sont usuellement représentés en waray-waray par r et h respectivement.
Exemples :
- tagalog nawala = « perdu » → waray-waray nawara
- bisayan[Lequel ?] sa = « à » (préposition) → waray-waray ha

## Pronoms
|                                  | Absolutif  | Ergatif        | Oblique  |
| 1re personne du singulier        | ako, ak    | nakon, nak, ko | akon, ak |
| 2e personne du singulier         | ikaw, ka   | nimo, nim, mo  | imo, im  |
| 3e personne du singulier         | hiya, siya | niya           | iya      |
| 1re personne du pluriel inclusif | kita, kit  | naton          | aton     |
| 1re personne du pluriel exclusif | kami, kam  | namon          | amon     |
| 2e personne du pluriel           | kamo       | niyo           | iyo      |
| 3e personne du pluriel           | hira, sira | nira           | ira      |

## Vocabulaire et expressions
- Bonjour (midi/après-midi/soir). – Maupay nga aga (udto/kulop/gab-i).
- Parlez-vous français ? – Nakakaintindi/Nasabut ka hit Pranses?
- Merci. – Salamat.
- Je t’aime. – Hinihigugma ko ikaw ou Ginhihigugma ko ikaw.
- Ça coûte combien ? – Tag pira ini?
- Je ne comprends pas. – Diri ako nakakaintindi.
- Je ne sais pas. – Diri ako maaram.
- Quoi – Ano
- Qui – Hin-o
- Où – Hain
- Quand (futur) – San-o
- Quand (passé) – Kakan-o
- Pourquoi – Kay-ano
- Oui – Oo
- Non – Dire
- Là – Adto ou Didto
- Ici – Didi